# Nhật Tân, Tiên Lữ
Nhật Tân là một xã thuộc huyện Tiên Lữ, tỉnh Hưng Yên, Việt Nam.

## Địa lý
Xã Nhật Tân nằm ở phía tây huyện Tiên Lữ, có vị trí địa lý:
- Phía đông giáp xã Ngô Quyền và xã Dị Chế
- Phía tây giáp huyện Kim Động và thành phố Hưng Yên
- Phía nam giáp thành phố Hưng Yên và xã An Viên
- Phía bắc giáp xã Hưng Đạo.

Xã có diện tích 5,59 km², dân số năm 2019 là 7.320 người, mật độ dân số đạt 1.310 người/km².

## Lịch sử
Trước đây, Nhật Tân là một xã thuộc huyện Phù Tiên.
Ngày 6 tháng 11 năm 1996, Quốc hội ban hành Nghị quyết về việc chia tỉnh Hải Hưng thành 2 tỉnh Hải Dương và Hưng Yên và xã Nhật Tân thuộc huyện Phù Tiên, tỉnh Hưng Yên.
Ngày 24 tháng 2 năm 1997, Chính phủ ban hành Nghị định 17-CP về việc chuyển xã Nhật Tân thuộc huyện Phù Tiên về huyện Tiên Lữ mới tái lập quản lý.